# Medjerda
Medjerda er en tunesisk flod, der under den puniske tid hed Bagradas.
Dens udløb ligger ved antikkens Utica (Tunesien) nord for Karthago.
Floden starter i Algeriet og er med 450 km Tunesiens længste flod.
37°07′N 10°13′Ø / 37.117°N 10.217°Ø